# 송용원
송용원(宋容源, 1974년 6월 25일~)은 부산광역시에서 태어난 대한민국의 조각가이다.

## 생애
송용원은 부산에서 태어나 사직초등학교, 사직중학교, 동인고등학교를 거쳐 서울특별시에서 작품 활동을 하고 홍익대학교 조소과와 동 대학원을 졸업하였다. 개인전 2회와 밀라노디자인빌리지, KIAF 등의 단체전과 아트페어 26회에 참여했다. 제4회 동화약품 가송미술대전 대상, 제12회 전국 대학생·대학원 조각공모전 대상, 해태관 공모전 은상 및 특선, MBC 조소공모전 특선을 수상했다. 코리아투모로우/젊은작가로 선정되어 현재 삼탄아트마인 레지던시 참여 등 창작활동에 매진하고 있고 해외전시 네임은 Ray Song이다.